# Oszkár Csuvik
Oszkár Csuvik (Budapeste, 28 de março de 1925 - Sydney, 23 de outubro de 2008) foi um jogador  húngaro de polo aquático, que conquistou a medalha de prata nos Jogos Olímpicos de Verão de 1948.